# Liste der Monuments historiques in Lemoncourt
Die Liste der Monuments historiques in Lemoncourt führt die Monuments historiques in der französischen Gemeinde Lemoncourt auf.

## Liste der Bauwerke
| Bezeichnung                                     | Beschreibung                  | Standort               | Kennzeichnung | Schutzstatus | Datum | Bild |
| ----------------------------------------------- | ----------------------------- | ---------------------- | ------------- | ------------ | ----- | ---- |
| Kirche Nativité-de-la-Bienheureuse-Vierge-Marie | vom Ende des 12. Jahrhunderts | Rue de l’Église (Lage) | PA00106794    | Classé       | 1881  |      |